# Puszta-Hütte

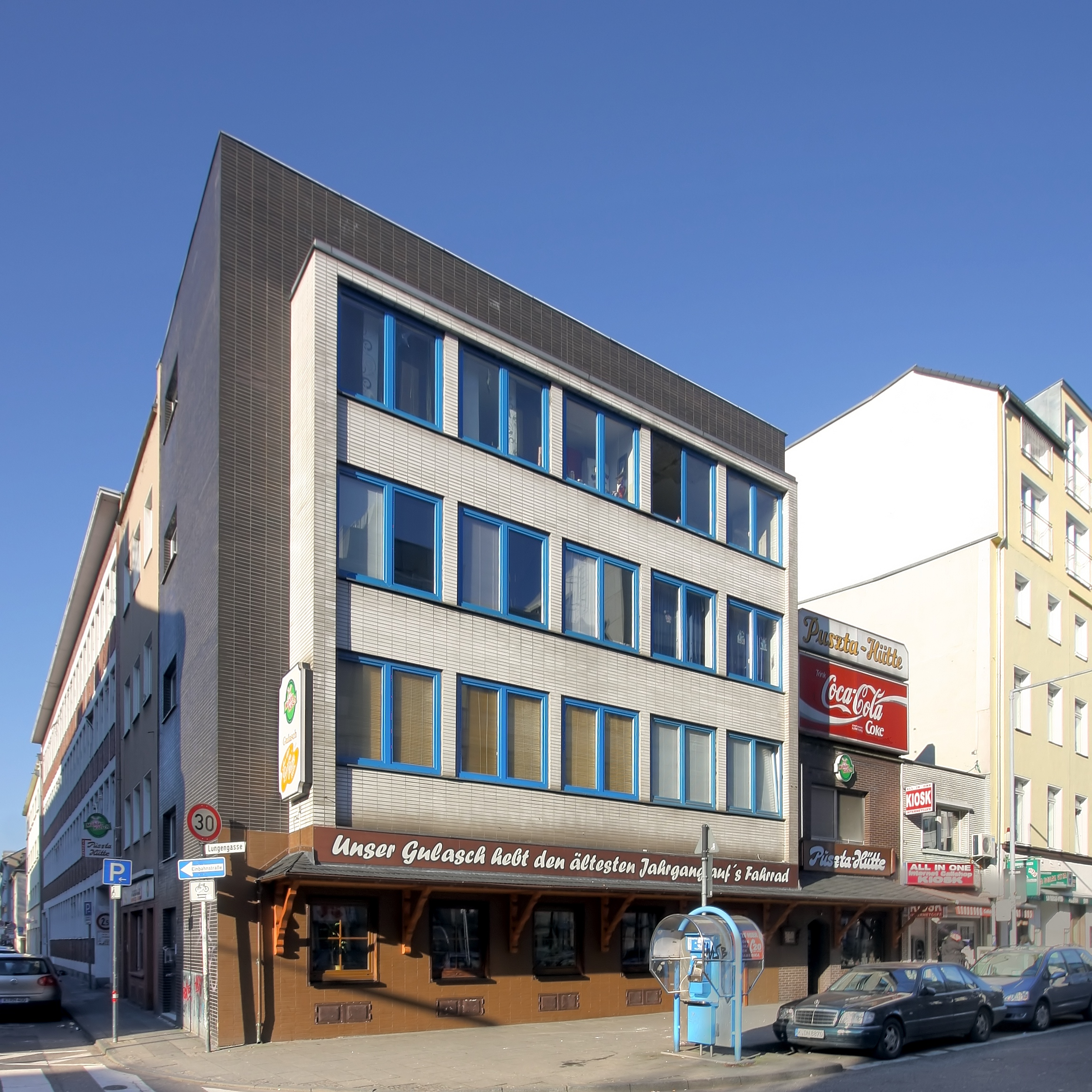
Frontseite der Puszta-Hütte

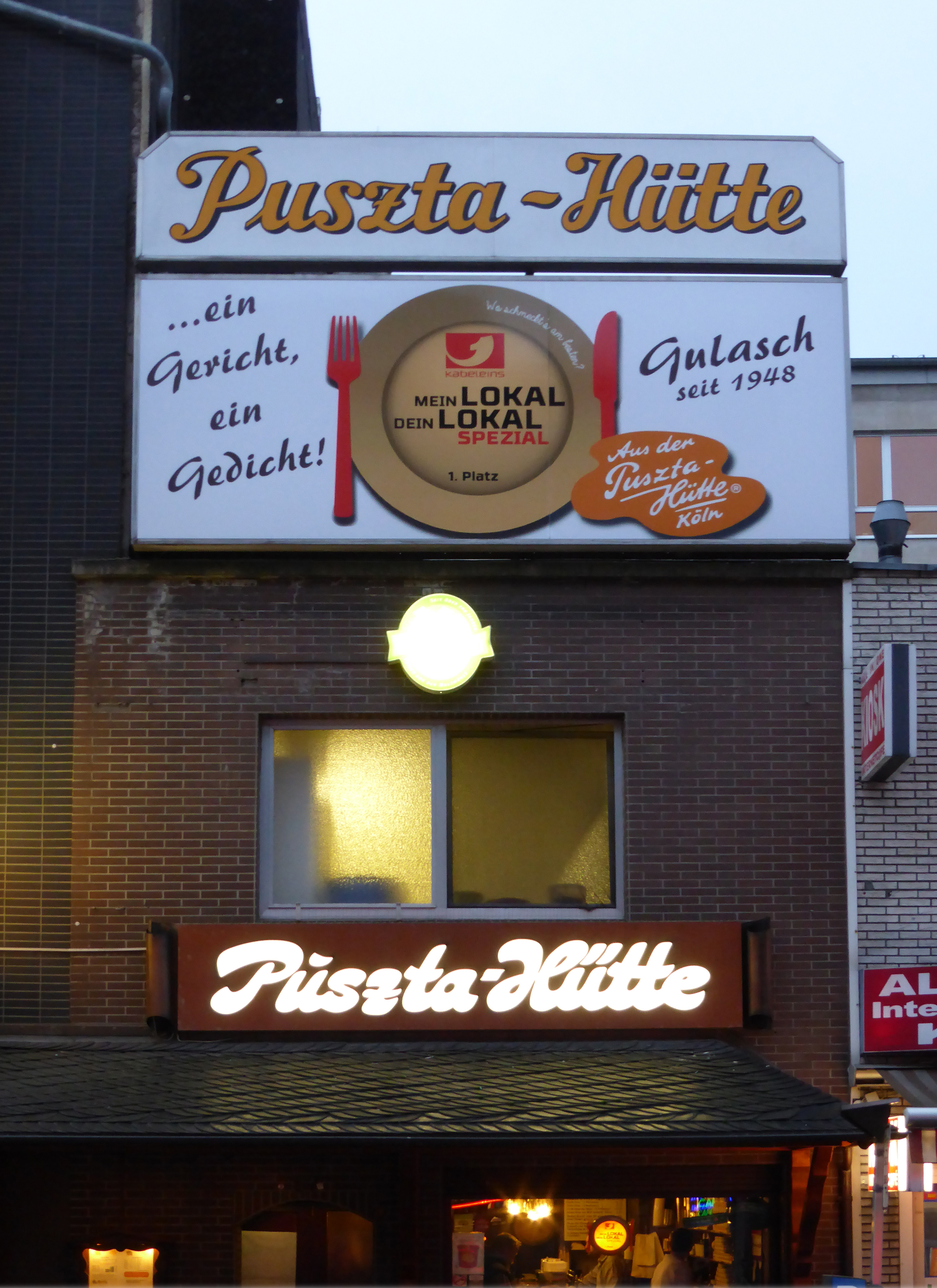
Puszta-Hütte, 2015

Die Puszta-Hütte ist eine Gaststätte im Kölner Stadtteil Altstadt-Süd. Sie wurde im Jahr 1948 als typische „Trümmerbude“ der Nachkriegszeit eröffnet und verkaufte ein ungarisches Gulaschgericht nach überliefertem Rezept. Auch nach dem Bezug einer festen Bleibe in den 1950er Jahren wird in dem Schnellrestaurant bis in die Gegenwart ausschließlich dieser Gulasch serviert.

## Geschichte

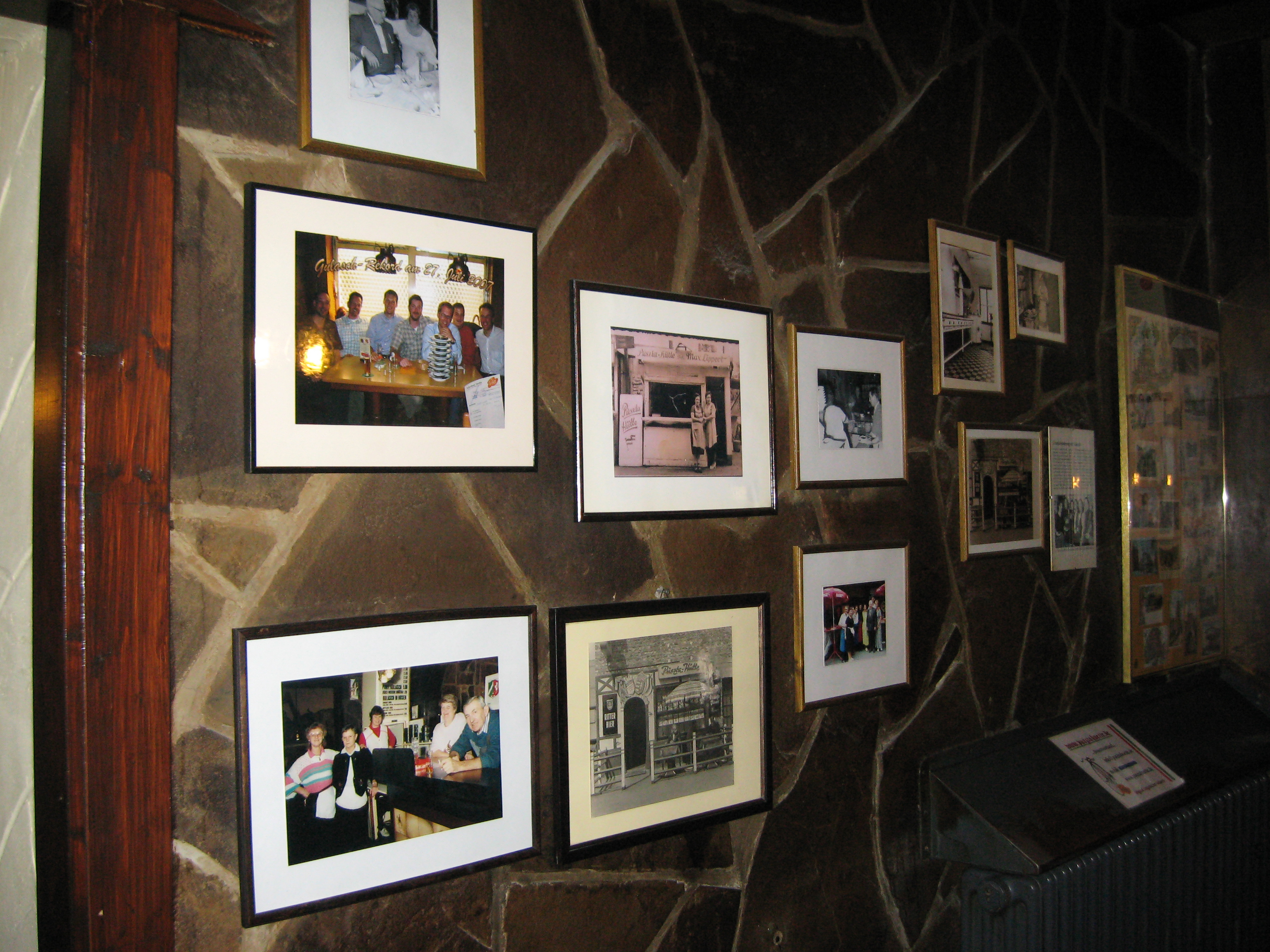
Historienwand

Die Eröffnung der Puszta-Hütte erfolgte kurz nach der Einführung der Deutschen Mark. Im weitgehend zerstörten Köln der frühen Nachkriegszeit gehörte sie zu den Pionieren einer aufkommenden Imbisskultur, in der sich eine bis dahin kaum verbreitete „schnelle Mahlzeit“ auf der Straße etablierte. Das Essen an und auf der Straße war damals in Deutschland wenig verbreitet und kam mit den Besatzungssoldaten aus den USA und England auf, deren Essgewohnheiten schließlich Nachahmung fanden. In einfach gezimmerten Trümmerbuden wurden beispielsweise Frikabrötchen (Hackfleischbällchen), Backwaren und gelegentlich auch Reibekuchen zu vergleichsweise hohen Preisen zum sofortigen Verzehr verkauft.
Auch der Gründer der Puszta-Hütte, Max Lippert, verkaufte seinen Gulasch ab dem Jahr 1948 aus einer improvisierten Hütte nahe dem Kölner Neumarkt an Straßenkundschaft. Bei dem Gericht handelt es sich nach Angaben des Restaurants um das überlassene Rezept einer ungarischen Bäuerin, bei der Lippert nach seiner Kriegsgefangenschaft in Ungarn Unterschlupf gefunden habe. Diese Suppe habe er in Deutschland nachgekocht und in den Verkauf gebracht.
Der scharf gewürzte Gulasch der Puszta-Hütte wurde für den damals stolzen Preis von einer Mark pro Portion verkauft und fand dennoch großen Zuspruch. Der Kulturanthropologe Gunther Hirschfelder stuft die Puszta-Hütte als frühes Beispiel der „Pluralisierung des Geschmacks“ ein, die in den 1950er Jahren der Bundesrepublik zu beobachten war.
Zu Beginn der 1950er Jahre wurde der Betrieb in ein etwa 30 Meter entferntes Gebäude der Fleischmengergasse, der traditionellen Kölner Straße des Fleischer-Gewerbes, verlegt und dort als Schnellrestaurant mit Sitzplätzen betrieben. Dort befindet sich auch heute noch das Stammhaus der Puszta-Hütte, die ab 1992 von Nikolas Sardis betrieben wurde, seit 2019 von dessen Sohn Günter Sardis.

## Die Puszta-Hütte heute

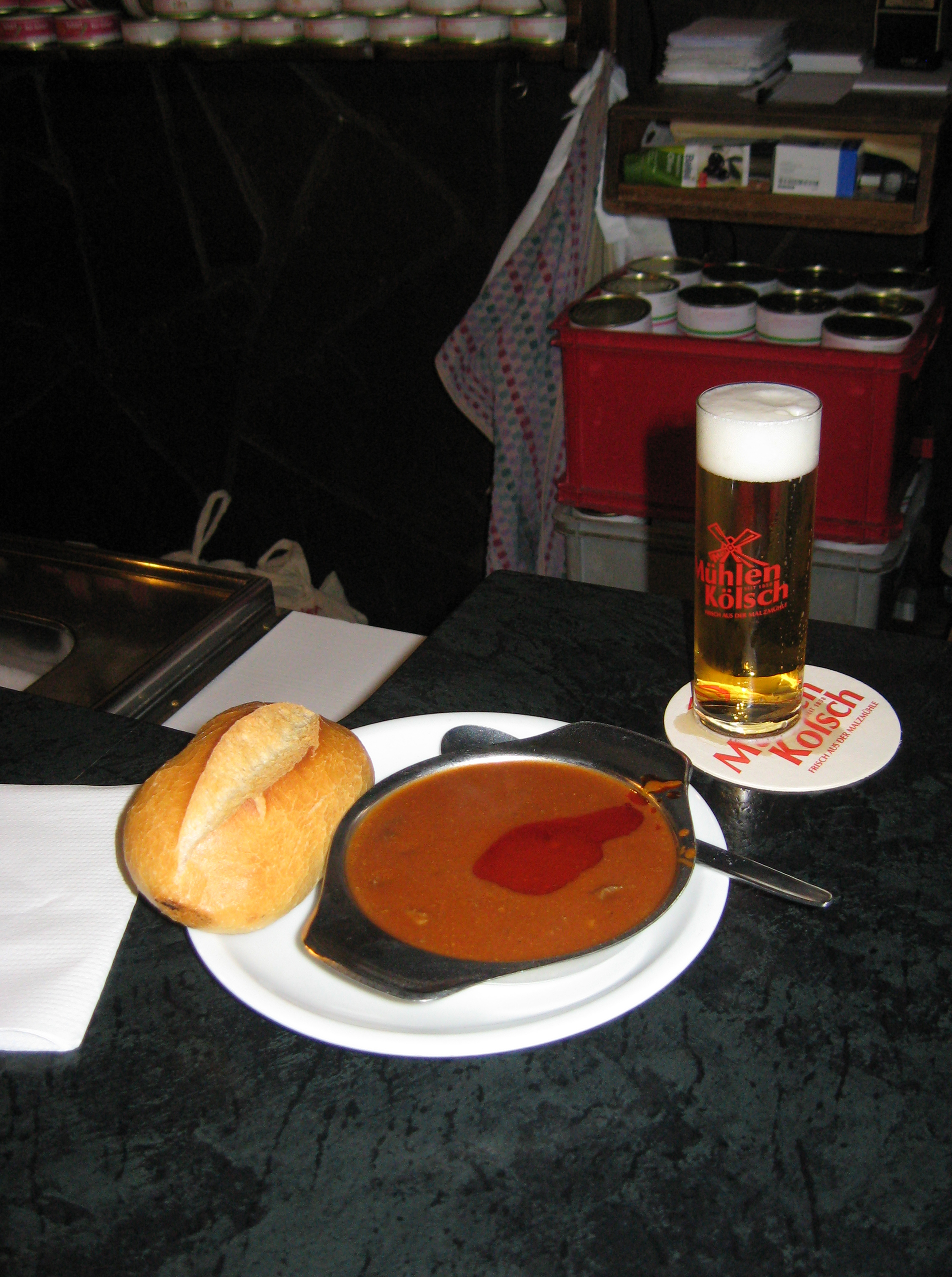
Standardportion: Gulasch mit „Rot“ und Brötchen, dazu Mühlen-Kölsch vom Fass

Unter dem Werbeslogan „Unser Gulasch hebt den ältesten Jahrgang auf’s Fahrrad“ wird im Stammhaus der Puszta-Hütte am Neumarkt der ungarische Gulasch nach dem „überlieferten Rezept der Bäuerin“ hergestellt und vermarktet.  Der Gulasch wird in einer Edelstahlschale serviert; im Preis eingeschlossen sind ein Brötchen und, wenn gewünscht, ein Nachschlag Gulaschsauce. Für die Herstellung der Gulaschsuppe werden  Rindfleisch, Wasser, Paprika, tierisches Fett, Zwiebeln, Kochsalz, Knoblauch und Gewürze verwendet. Der in der Fleischmengergasse zubereitete ungarische Gulasch wird neben dem Sofortverzehr im Restaurant auch in Konservendosen abgefüllt, die auch im Versand vertrieben werden. „Original Ungarischer Gulasch aus der Puszta-Hütte“ ist ein registriertes Warenzeichen. In den  Orten Hürth und Wesseling wurden von Familie Sardis Zweigstellen der Puszta-Hütte eröffnet; zusätzlich gibt es mobile Verkaufsstände.
Bei einem Gulasch-Test in der Doku-Soap Mein Lokal, Dein Lokal setzte sich die Puszta-Hütte Ende 2015 mit ihrem Gulasch gegen zwei andere Kölner Restaurants durch.

## Besonderheiten
Das Gulaschgericht ist die einzige im Restaurant erhältliche Speise. Eine Speisekarte gibt es daher nicht. 

## Galerie

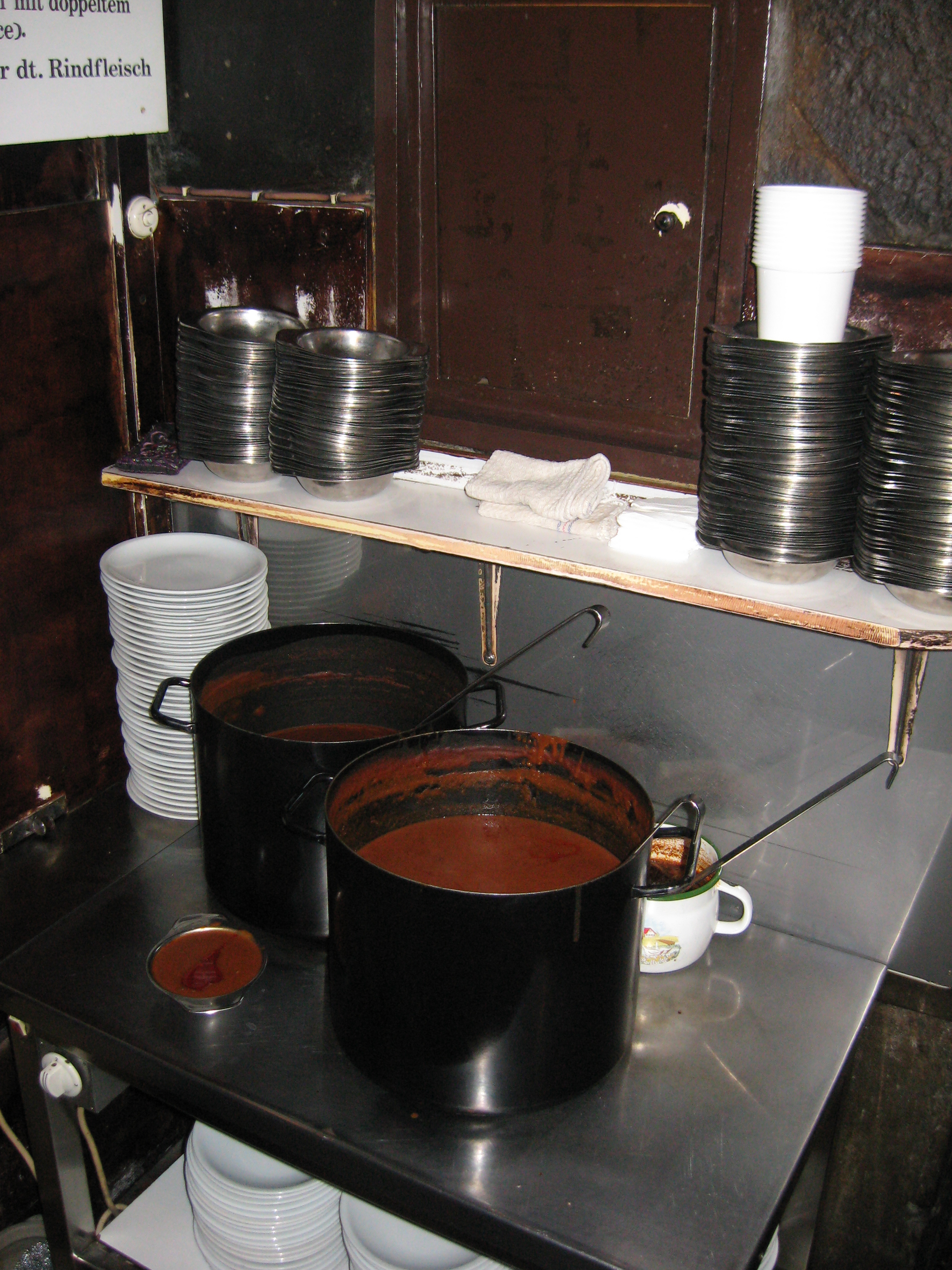
Kessel mit Gulasch und Sauce
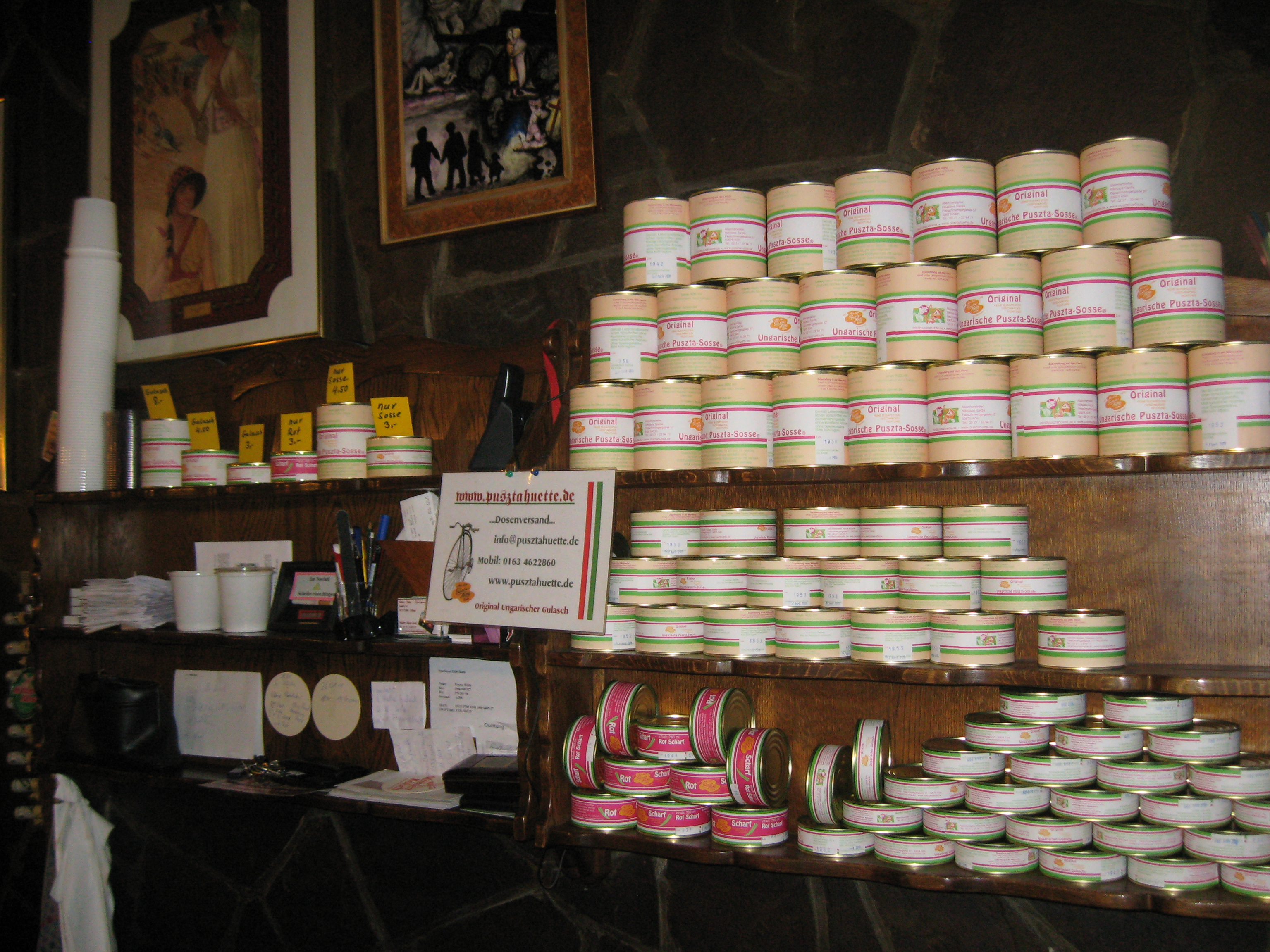
Konservendosen aus eigener Herstellung
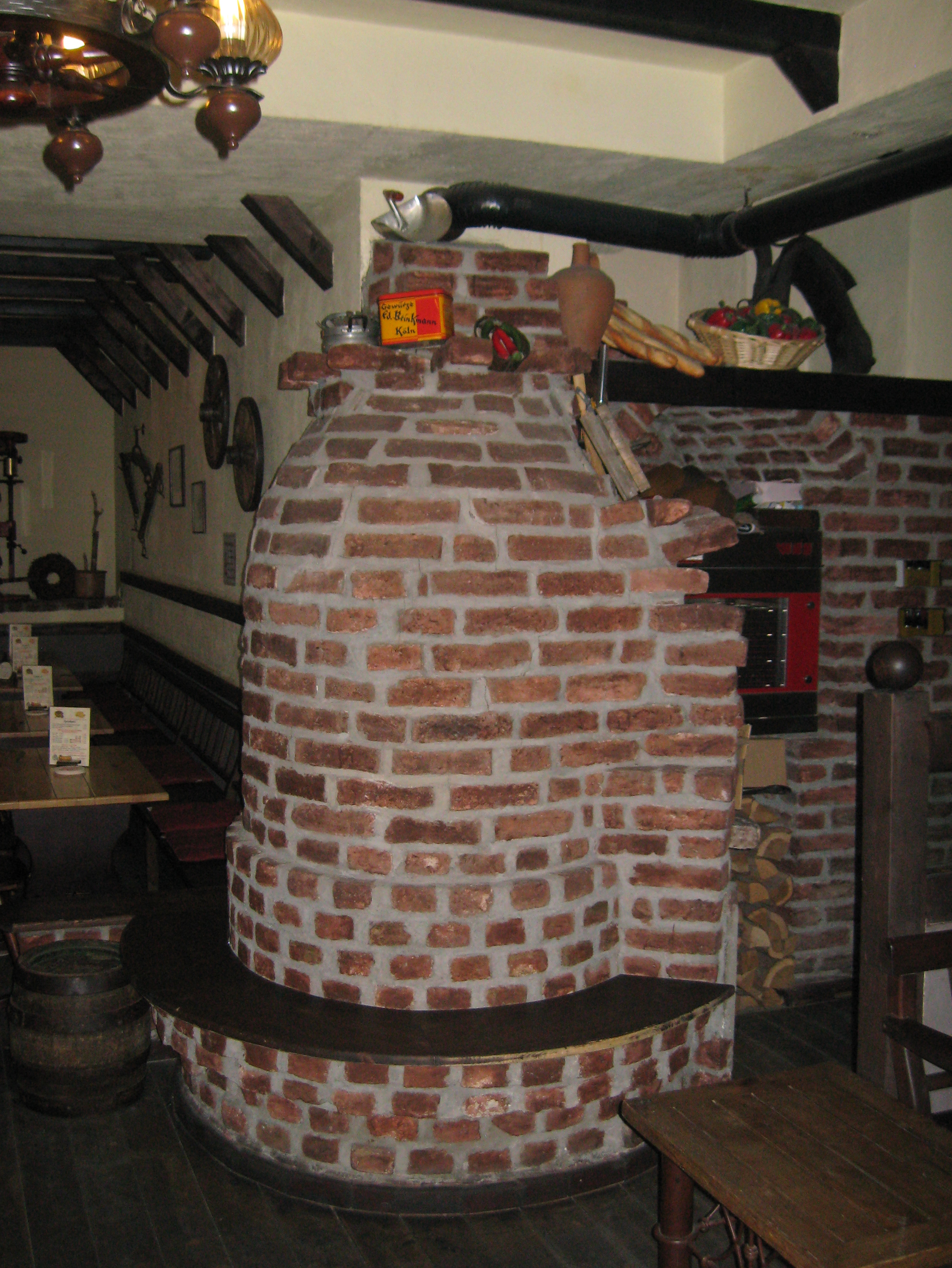
Ungarische Kaminstube
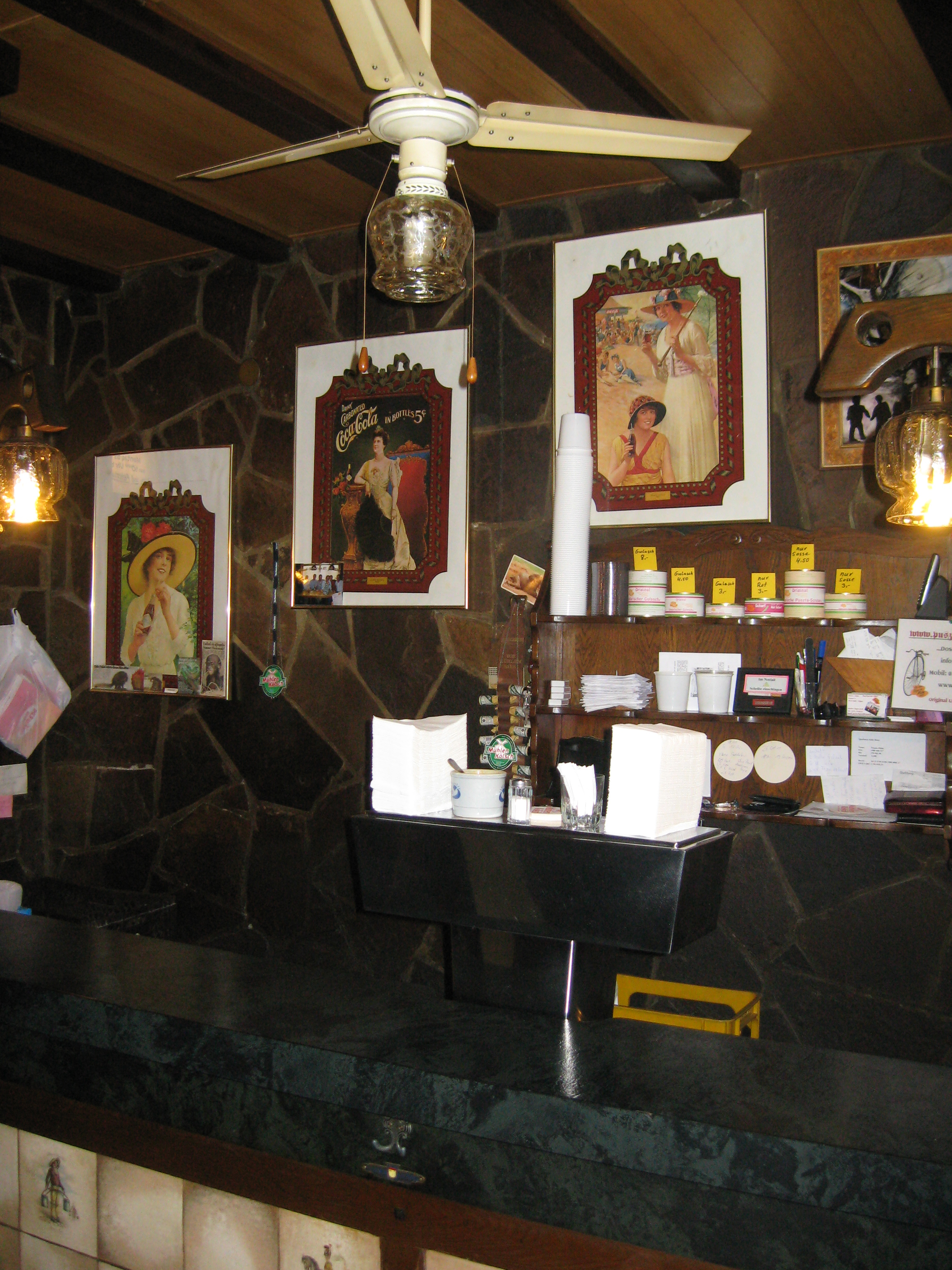
Theke
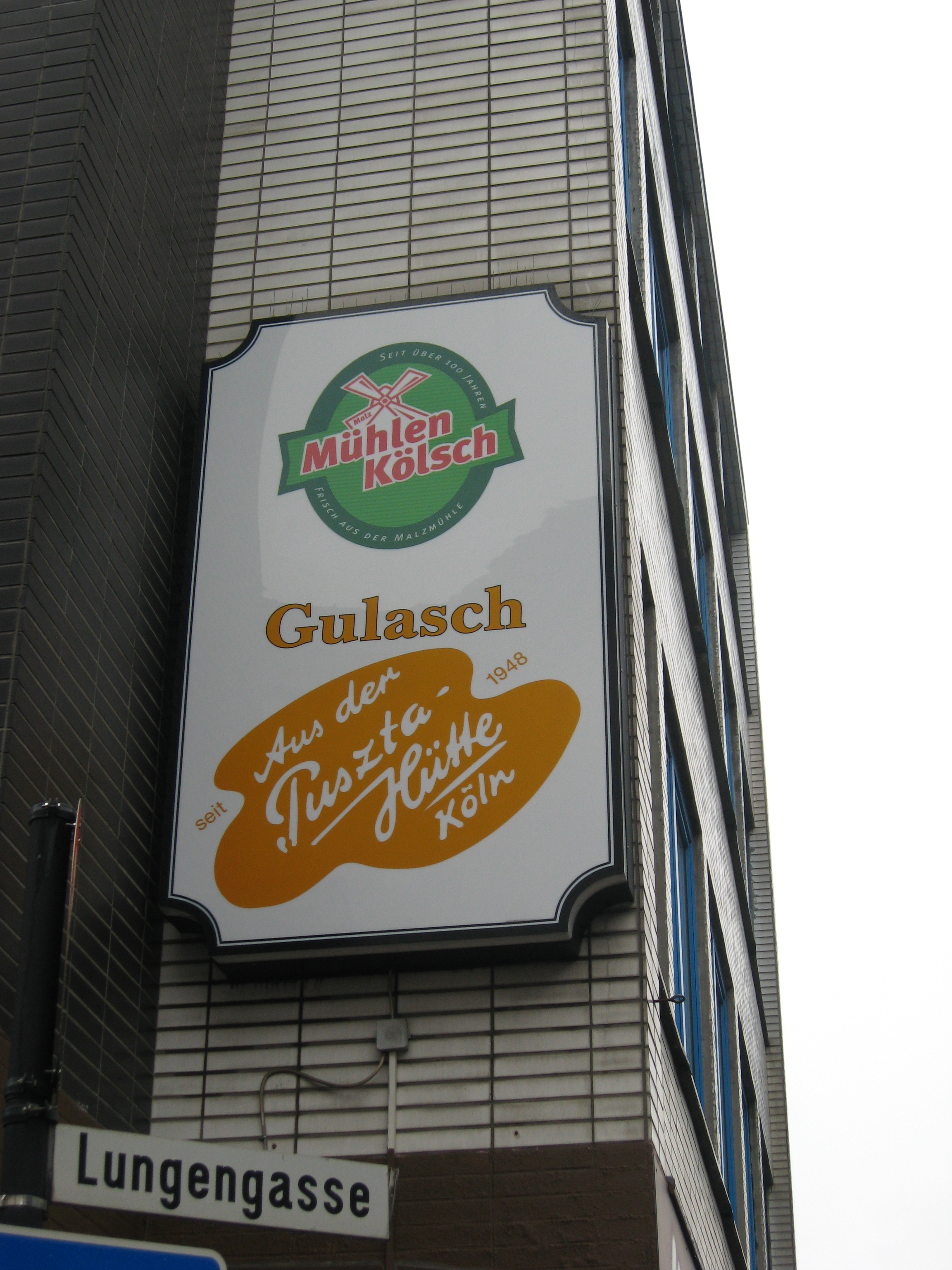
Schild Ecke Lungengasse